# José Buchs
José Buchs Echeandía (Santander, 16 de enero de 1893-Madrid, 30 de enero de 1973) fue un actor y director de cine español.

## Biografía
Nació en la ciudad cántabra de Santander en el seno de una familia dedicada a la música. De hecho, era nieto de Pedro Buchs, un conocido cantante de ópera originario de Lorena. Por ello, comenzó a estudiar en la Academia de Música y Declamación, dándose a conocer como actor de teatro. En 1911 colaboró en la película El fantasma del fastillo con el director y guionista Julio Roesset, pionero del cine español que había emprendido la realización de películas en las que se adaptaban obras teatrales contemporáneas de prestigio, para lo cual se valió de un elenco de intérpretes, procedentes de los principales escenarios de la capital. Como pequeño resumen de su trayectoria cinematográfica es destacable: Actor en el film Los intereses creados (1918), fue también ayudante de dirección. Contratado por la productora Atlántida S. A. consigue un gran éxito en 1921 con la película La verbena de la Paloma. Otros filmes destacados de este director son La reina mora (1922), Carceleras (1922),  Curro Vargas (1923),  La medalla del torero (1925) e Isabel de Solís, reina de Granada (1931).
Buchs fue codirector con Roesset en el año 1919 con La mesonera del Tormes, ¡A la orden, mi coronell! y El regalo del rey, usando como base la historia de un dramaturgo llamado Carlos Arniches, las cuales se produjeron a través de la productora de los hermanos Perojo, Patria Films. Instauró los pilares de la industria del cine español.
La productora que se adueñó de Patria Films y Cantabria, la Atlántida Cinematográfica, se formó el 21 de mayo de 1919 con grande patrimonio de la aristocracia madrileña, la alta burguesía y del propio rey Alfonso XIII; esta productora deterioró la hegemonía cinematográfica de Cataluña para los siguientes diez años.
En 1921 hizo una adaptación de Roger Larocque la cual llevó al cine con el título Víctima del Odio pero resultó un fracaso. La próxima película que realizó, La Señorita Inútil, tampoco poseía un carácter español por el hecho de que se tomaba demasiada referencia de la narrativa francesa. Con La Verbena de la Paloma cosechó su éxito, ya que volvió con la temática española.
En 1922, después de Alma rifeña estrena La Reina Mora y Carceleras las cuales triunfaron y con las que Buchs llegó a ser popular en el cine español. En el próximo año, filmó El pobre Valbuena y la zarzuela Doloretes la cual tenía una atmósfera valenciana idónea, y Curro Vargas donde se inspiró en la novela El niño de la Bola.
Rosario la cortijera fue un largometraje representado por Estrellita Castro y Pérez Tabernero con el que se introdujo en el mundo taurino debido a su argumento ameno pero, desgraciadamente, resultó un éxito frustrado. Aun así, en 1924 repitió temática con La medalla del torero, seguida de A Fuerza de Arrastrarse y Mancha que Limpia. Aunque en ese año destacó, más bien, por Diego Corrientes.
José Buchs se marchó de Atlántida Cinematográfica por sus deudas que iban aumentando y carecía de capitalización, aunque tuvieron beneficios por sus producciones; además, los accionistas ya no tenían la posesión financiera ni tampoco la relación excepcional con Alfonso XIII.
Buchs se decanta por formar su propia productora junto a su cuñado José Forns Quadras. De esta forma, empieza un período donde se dedica a la adaptación de novelas destacadas del siglo XIX.

## Filmografía
- (1964)	Un whisky español
- (1959)	Cara de Goma
- (1954)	Brindis al cielo
- (1949)	Sol e Toiros
- (1948)	Aventuras de don Juan de Mairena
- (1944)	El ilustre Perea
- (1943)	Un caballero famoso
- (1942)	Flora y Mariana
- (1941)	Para ti es el mundo
- (1940)	En poder de Barba Azul
- (1940)	El rey que rabió
- (1939)	El rayo
- (1937)	Madre Alegría
- (1935)	El niño de las monjas (Cortometraje)
- (1934)	Diez días millonaria
- (1934)	Dos mujeres y un Don Juan
- (1933)	Una morena y una rubia
- (1932)	Carceleras
- (1931)	Isabel de Solís, reina de Granada
- (1931)	Prim
- (1930)	El empecinado
- (1929)	El rey que rabió
- (1928)	El guerrillero
- (1928)	Los misterios de la imperial Toledo
- (1928)	Pepe-Hillo
- (1927)	Los aparecidos
- (1927)	El dos de mayo
- (1927)	El conde de Maravillas
- (1926)	La virgen de cristal
- (1926)	Pilar Guerra
- (1926)	Una extraña aventura de Luis Candelas
- (1925)	La hija del corregidor
- (1925)	El abuelo
- (1925)	La medalla del torero
- (1924)	Mancha que limpia
- (1924)	A fuerza de arrastrarse
- (1924)	Diego Corrientes
- (1924)	Rosario, la cortijera
- (1923)	El pobre Valbuena
- (1923)	Curro Vargas
- (1923)	Doloretes
- (1922)	La reina mora
- (1922)	Carceleras
- (1922)	Alma rifeña
- (1921)	La señorita inútil
- (1921)	La verbena de la Paloma
- (1921)	Víctima de la calumnia
- (1921)	Santander, años veinte
- (1921)	La inaccesible
- (1920)	La venganza del marino
- (1919)	¡A la orden, mi coronel!
- (1919)	¡Cuidado con los ladrones!
- (1919)	El regalo de reyes
- (1919)	La mesonera del Torme
- (1919)	Noche de reyes o El regalo de reyes
- (1911)	El fantasma del castillo